# Accords de Genève
Ne doit pas être confondu avec Accord de Genève (1966), Accords de Genève (1988) ou Initiative de Genève.
Lire en ligne

Accords et acte final sur Wikisource

Les accords de Genève marquent la fin de la guerre d'Indochine qui, depuis 1946, opposait principalement la France au Việt Minh dirigé par Hô Chi Minh. Le traité est rédigé à la suite de la chute du camp retranché de Ðiện Biên Phủ. Il est officiellement signé le 20 juillet 1954 à minuit puis ratifié le 21 juillet 1954, à Genève, entre la République française pour laquelle le général Henri Delteil représente le gouvernement Mendès-France et la république démocratique du Viêt Nam, nom utilisé depuis 1945 par le gouvernement Việt Minh. 
Les États-Unis et l'État du Viêt Nam — créé par les Français en 1949 en remettant au pouvoir l'ancien empereur Bảo Đại — ne signèrent pas la déclaration finale. Le non-respect de ces accords d'armistice a conduit à la guerre du Viêt Nam, que certains qualifient de deuxième guerre d'Indochine. En effet, les accords d’armistice de Genève ont transformé les deux zones de regroupement militaire temporaire en deux Viêt Nam.

## Les chemins à Genève et les enjeux des accords de Genève
La révolution d'Août de 1945 a conduit à la déclaration d'indépendance du Viêt Nam du 2 septembre 1945 et l'établissement de la république démocratique du Viêt Nam. De conférences en accords non-respectés du fait de l'hostilité française pour l'indépendance du Viêt Nam, les chemins de la guerre se sont ouverts.

### 23 novembre 1946, bombardements français sur Hải Phòng
À l'instigation du général Valluy, les troupes du général Dèbes tentent de reprendre la ville d'Hải Phòng au Việt Minh (Ligue pour l'indépendance du Viêt Nam). Des quartiers annamites et chinois sont rasés. Les Français comptent 26 tués dans les combats, tandis que les victimes vietnamiennes sont nettement plus nombreuses. Le chiffre de 6 000 victimes civiles est avancé, le général Valluy estimant pour sa part que le nombre de morts était vingt fois inférieur,.
19 décembre 1946, coup de force Việt Minh
En décembre, le gouvernement du Việt Minh tente un coup de force dans Hanoï puis, devant l'échec de sa manœuvre, prend le maquis. L'état de guerre en Indochine est instauré. Le conflit s'enlise jusqu'au retrait des troupes françaises et la proclamation de l'indépendance du royaume du Laos et du royaume du Cambodge le 21 juillet 1954. Le Viêt Nam, divisé en deux zones, connaîtra une nouvelle guerre, impliquant cette fois les États-Unis.

### 19 décembre 1946, début de la guerre d'Indochine
Le Việt Minh emmené par Hô Chi Minh, le président de la république démocratique du Viêt Nam depuis le 2 septembre 1945, se lance dans la reconquête de la ville de Hanoï. À 20 heures, la centrale électrique de la ville explose annonçant le début de l'insurrection, en réponse au bombardement de Haïphong, pendant que le Corps expéditionnaire français en Extrême-Orient (CEFEO), mène la reconquête coloniale à partir du Sud depuis août 1945. Des ressortissants français sont massacrés et des maisons pillées. Hô Chi Minh appelle tout le peuple vietnamien à se rebeller contre la présence française : « […] Que celui qui a un fusil se serve de son fusil, que celui qui a une épée se serve de son épée. Que chacun combatte le colonialisme. » La guerre d'Indochine commence.

### 7 mai 1954, la chute de Diên Bien Phu

La conférence de Genève.

Le camp retranché français de Ðiện Biên Phủ tombe aux mains des troupes de l’Armée populaire vietnamienne après 57 jours de résistance. Les accords de Genève (21 juillet 1954) prévoient le retrait des troupes françaises, le partage du Viêt Nam et un référendum en vue d'une réunification. Mais le référendum n’a pas lieu et cela entraîne la guerre du Viêt Nam. La Commission internationale de contrôle (CIC) a été créée pour surveiller le respect des clauses de ces accords qui consistaient en regroupement militaire au nord du Viêt Nam à partir de la zone de démarcation militaire (Demarcation Military Zone ou DMZ) du 17e parallèle pour l'Armée populaire vietnamienne et au sud du Viêt Nam pour le Corps expéditionnaire français en Extrême-Orient (CEFEO) éparpillé partout au Viêt Nam, au Cambodge et au Laos, avant leur rapatriement complet en France. La CIC tripartite était constituée par la Pologne pour le camp socialiste, l'Inde pour le camp neutre et le Canada pour le camp occidental. À cette occasion, le Canada entrait pour la première fois sur la scène mondiale comme une force de paix en 1954.

### 21 juillet 1954, fin de la guerre d'Indochine

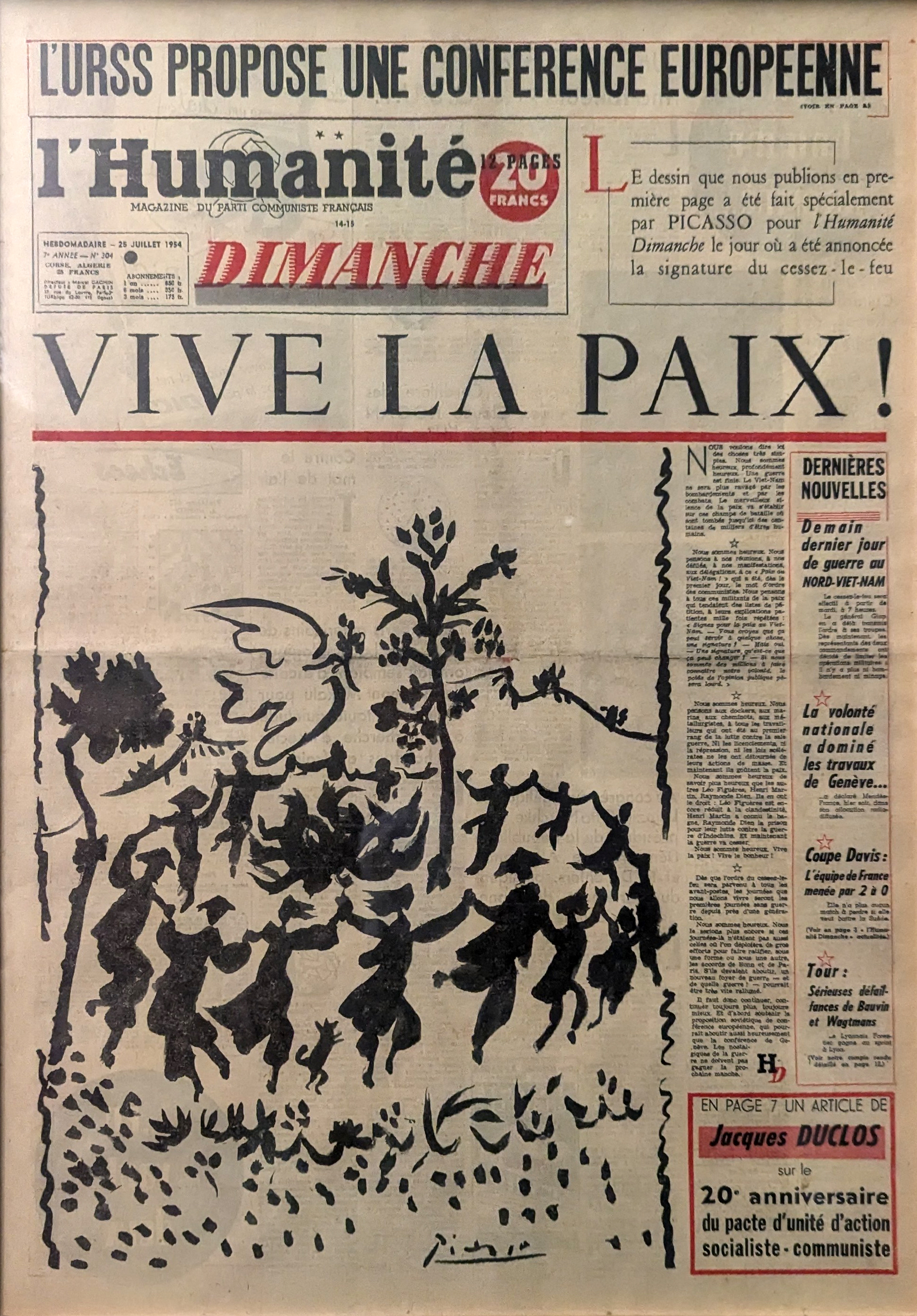
Une de L'Humanité du 25 juillet 1954, célébrant la fin de la guerre, illustré par un dessin original de Pablo Picasso

Ouverte à la fin du mois d'avril, la conférence de Genève réunissant les délégués de 19 nations (États-Unis, Royaume-Uni, France, Union soviétique, Chine, Corée, république démocratique du Viêt Nam, État du Viêt Nam, royaume du Cambodge, royaume du Laos, etc.) s'achève avec la signature d'un accord sur l'Indochine. En partie parce qu'ils ne voulaient pas reconnaître la république populaire de Chine, les États-Unis ne participèrent à la conférence qu'à titre d'observateurs et n'en ratifièrent pas les accords. La réunion devait initialement régler le conflit en Corée, mais rapidement les débats se sont consacrés à la question indochinoise. L'armistice et le cessez-le-feu sont obtenus entre l'armée française et l'Armée populaire de la république démocratique du Viêt Nam. Il est établi que le Viêt Nam sera partagé en deux zones de regroupement militaire le long du 17e parallèle. La ligne de démarcation qui devait diviser le nord du sud fut établie au 17e parallèle à la suite des pressions des Chinois sur les Việt Minh qui la désiraient au 14e alors que les Français ainsi que les Américains la désiraient au 18e. La réunification entre les deux zones est envisagée pour 1956 après référendum. Mais les élections prévues n'eurent jamais lieu car Diem, le nouveau chef du gouvernement de l'État vietnamien, n'en avait jamais eu l'intention et la guerre du Viêt Nam ou deuxième guerre d’Indochine éclate donc entre les deux parties du pays et y entraînera par la suite les États-Unis. La victoire de Mao Zedong en Chine a déplacé la menace communiste ressentie de Berlin à Pékin, ce qui mettait l’Indochine française sur la ligne de front pendant la guerre de Corée.

## Le jeu diplomatique

Partition de l'Indochine française

### La question coréenne
Le 27 juillet 1953, la Corée du Nord et la Chine, alliées dans la guerre de Corée, signent l'armistice de Panmunjeom avec le commandement des Nations unies, allié à la Corée du Sud. L'accord met fin aux combats dans la péninsule coréenne, mais un traité de paix définitif entre les deux Corées n'a pas été signé. La conférence de Genève de juin 1954 doit régler l’état de guerre en Corée et arriver à un traité de paix dans une négociation entre l’Union soviétique, la Chine, les États-Unis et la Grande-Bretagne, mais le débat se porte sur la guerre en Indochine. 

### La question indochinoise
Alors, la France via Pierre Mendès France et la république démocratique du Viêt Nam via Phạm Văn Đồng se joignent aux débats en tant que principaux belligérants. Pierre Mendès France vient à Genève, remplaçant Georges Bidault, pour terminer la guerre d’Indochine. Dans son discours d'investiture, il se donne trente jours pour faire aboutir les négociations de paix sur l'Indochine.
Malgré les efforts du Việt Minh en faveur des guérillas des autres pays, ni les Laotiens du Pathet Lao ni les Khmers issarak de Son Ngoc Minh n'obtiennent le droit d’envoyer une délégation.

#### Le Laos
Finalement le Pathet Lao, à défaut d'avoir obtenu une délégation à la conférence, figure parmi les signataires des accords et se voit reconnaître son contrôle sur les territoires qu’il a conquis en 1953. Une commission d'armistice (CIC) doit veiller à la cessation des hostilités. Elle est composée d'officiers canadiens, polonais et indiens, ces derniers assumant toujours la présidence. La France, déjà largement implantée dans le pays, assure la logistique. Celle-ci est particulièrement délicate dans le nord du pays, provinces de Phong Sali, Sam Neua et Xieng Khouang où des hélicoptères doivent être mis en place pour le ravitaillement et les déplacements des commissions. Ceci n'empêche nullement des accrochages sporadiques entre le Pathet Lao et l'armée nationale restée fidèle au roi.

#### Le Cambodge
Si le Pathet Lao s’est vu reconnaître le contrôle d’une zone au Laos, les Khmers Issarak ne se voient pas accorder le moindre territoire au Cambodge. Tout au plus, consent-on à ce que leurs forces qui le souhaitent puissent accompagner les troupes Việt Minh lors de leur retour au Nord Viêt Nam. De plus le Cambodge se voit même octroyer le droit — il est le seul à l’obtenir — de faire stationner des troupes étrangères sur son sol. S’il peut paraître surprenant qu’une telle décision ait pu être acceptée, il semble en fait qu’elle répondait aux intérêts de plusieurs intervenants. 
Tout d’abord, si la république populaire de Chine voyait avec satisfaction les Français s’éloigner, Zhou Enlai n’avait aucune envie qu’une union indochinoise trop puissante se reconstruise, fût-ce au bénéfice de l’allié nord-vietnamien. D’autre part, ayant côtoyé les délégués cambodgiens lors des pourparlers, il avait acquis la conviction que pour peu qu’ils ne se sentent pas menacés, ils ne laisseraient pas leur pays se remettre sous la tutelle de quiconque, qu’il soit dans le camp communiste ou occidental.
En outre, les délégués des pays du bloc communiste avaient joué la carte de l’entraide internationale dans les luttes des peuples pour leurs indépendances mais l’argument allait être retourné en leur faveur par les représentants de Norodom Sihanouk qui argumentèrent que si le Cambodge était déjà indépendant depuis le 9 novembre 1953, cela avait été le fruit d’une intense bataille diplomatique menée par le roi et ne devait rien à la guérilla. De plus, toujours d’après les délégués, la plupart des éléments de la rébellion avaient déposé les armes depuis que le pays avait retrouvé sa souveraineté. Pour étayer sa thèse, Sihanouk envoya même à Genève Dap Chhuon, Puth Chhay et Savang Vong (en), les principaux chefs de la résistance non communistes, à l’exception de Son Ngoc Thanh qui restait dans le maquis et qu’on avait fort à propos omis de mentionner.
De son côté, le Việt Minh dut rapidement se rendre à l’évidence que la position de ses alliés avait été rendue plus fragile au Cambodge qu’ailleurs et que sacrifier ce maillon faible pourrait apparaître comme une concession et faciliter l’obtention de leurs autres revendications.
En fait, seule l’URSS semblait prête à soutenir la guérilla cambodgienne, alors que le Việt Minh rechignait à se mettre dans une position intenable en soutenant son allié khmer.

#### Le Viêtnam
L’État vietnamien du Sud et les États-Unis n’ont pas signé la déclaration finale de ces accords de Genève et, alors, n’étaient pas parties prenantes. Bảo Đại, roi de l’État du Viêt Nam, a rappelé Ngô Đình Diệm réfugié aux États-Unis, dont il bénéficie de soutien politique important, pour en faire le Premier ministre de son gouvernement. Par une élection référendaire, une nouvelle république du Viêt Nam est instituée en lieu et place de l'État du Viêt Nam avec l’abdication de l’empereur Bao Dai. L’élection référendaire sur tout le Viêt Nam pour la réunification prévue par les accords de Genève en 1956 et ayant été prévue dans les vingt-quatre mois après leur signature ne s’est jamais tenue. En effet, Diem ainsi que les Américains avaient des craintes quant à la possibilité d'authentiques d'élections libres dans le territoire géré par Hô Chi Minh.

## Suites en Indochine
À la suite de cet accord, la France perd toute influence en Indochine, contrairement à ses colonies africaines où elle continuera à entretenir des liens importants, après les indépendances. Les nouveaux pays influents dans la péninsule indochinoise seront désormais les États-Unis, la Chine, et l'Union soviétique (URSS). Par la suite, entre 1964 et 1975, la France n'enverra pas de troupes militaires, lors du déclenchement de la guerre du Vietnam, laissant la suprématie militaire aux États-Unis.  
La péninsule indochinoise basculera totalement dans le communisme, entre 1974 et 1976, avec la chute de Saïgon en 1975, et la prise du Cambodge par les Khmers Rouges, en 1975. Le Laos deviendra lui aussi un pays communiste, entre 1974 et 1975.

## Suites dans l'Empire colonial
Seulement dix jours après les accords de Genève, le gouvernement Pierre Mendès France reconnait l'autonomie interne de la Tunisie par le discours de Carthage du 31 juillet 1954.